# Dennis Ritchie
Dennis MacAlistair Ritchie (Bronxville, Nova York, 9 de setembre de 1941 - Berkeley Heights, Nova Jersey, 12 d'octubre de 2011) fou un físic estatunidenc que va col·laborar en el desenvolupament del sistema operatiu Unix i va crear el llenguatge de programació C, tema sobre el qual va escriure un cèlebre clàssic de la informàtica conjuntament amb Brian Kernighan: El llenguatge de programació C.
El 1983, Ritchie i Thompson van rebre el premi Turing pel desenvolupament de la teoria genèrica de sistemes operatius i específicament per la implementació del sistema operatiu UNIX. La conferència del Premi Turing de Ritchie es va titular Reflexions sobre la recerca de programari. El 1990, tant Ritchie com Thompson van rebre la medalla IEEE Richard W. Hamming de l'Institute of Electrical and Electronics Engineers (IEEE), per l'origen del sistema operatiu UNIX i el llenguatge de programació C.
Com a part d'una reestructuració d'AT&T a mitjans de la dècada del 1990, Ritchie va ser traslladat a Lucent Technologies, on es va retirar el 2007 com a cap del Departament d'Investigació de Programari del Sistema.

## Biografia

### Primers anys i educació
Dennis Ritchie va néixer a Bronxville, Nova York. El seu pare era Alistair E. Ritchie, un científic de Bell Labs i coautor de The Design of Switching Circuits sobre teoria de circuits de commutació. Quan era nen, Dennis es va traslladar amb la seva família a Summit, Nova Jersey, on es va graduar a la Summit High School. Es va graduar a la Universitat Harvard amb títols en física i matemàtiques aplicades el 1963.

### Carrera

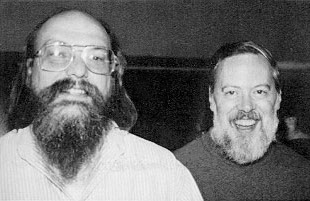
Ken Thompson (esquerra) i Dennis Ritchie (dreta), el 1973

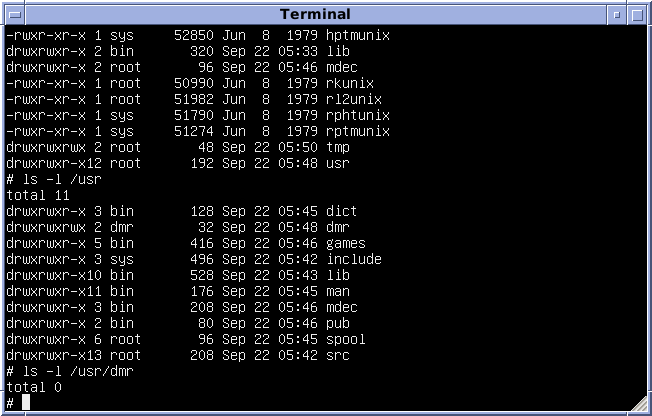
Versió 7 Unix per al PDP-11, inclòs el directori inicial de Dennis Ritchie: /usr/dmr

L'any 1967, Ritchie va començar a treballar al Centre d'Investigació en Ciències Informàtiques de Bell Labs, 
on treballà en Multics, BCPL, ALTRAN i el llenguatge de programació B. El 1968, va defensar la seva tesi doctoral sobre Complexitat computacional i estructura de programes a Harvard sota la supervisió de Patrick C. Fischer. Tanmateix, Ritchie mai va rebre oficialment el seu doctorat, ja que no va enviar una còpia enquadernada de la seva tesi a la biblioteca de Harvard, un requisit per obtenir el títol. El 2020, el Museu d'Història de la Computació va treballar amb la família de Ritchie i la família de Fischer i va trobar una còpia de la tesi perduda.
Durant la dècada del 1960, Ritchie i Ken Thompson van treballar en el sistema operatiu Multics a Bell Labs. Thompson va trobar una antiga màquina PDP-7 i va desenvolupar els seus propis programes d'aplicació i sistema operatiu des de zero, amb l'ajuda de Ritchie i altres. El 1970, Brian Kernighan va suggerir el nom Unix, un joc de paraules amb el nom Multics. Per complementar el llenguatge assemblador amb un llenguatge de programació a nivell de sistema, Thompson va crear B. Més tard, B va ser substituït per C, creat per Ritchie, que va continuar contribuint al desenvolupament d'Unix i C durant molts anys.
Durant la dècada del 1970, Ritchie va col·laborar amb James Reeds i Robert Morris en un atac només amb text xifrat a la màquina de xifrat M-209 dels EUA que podia resoldre missatges d'almenys 2000-2500 lletres. Ritchie relata que, després de converses amb l'Agència de Seguretat Nacional, els autors van decidir no publicar-lo, ja que se'ls va dir que el principi s'aplicava a les màquines encara en ús per governs estrangers.
Ritchie també va participar en el desenvolupament dels sistemes operatius Plan 9 i Inferno, i el llenguatge de programació Limbo.
Com a part d'una reestructuració d'AT&T a mitjans de la dècada del 1990, Ritchie va ser traslladat a Lucent Technologies, on es va retirar el 2007 com a cap del Departament d'Investigació de Programari del Sistema.
A Lucent va encapçalar els esforços per a la creació de Pla 9 i Inferno. Les seves aportacions juntament amb les de Ken Thompson al camp dels sistemes operatius han estat reconegudes amb el Premi NEC C&C el 1979, amb el Premi Turing de la ACM el 1983 i amb la Medalla Nacional de Tecnologia dels Estats Units el 1998.

## C i Unix
Ritchie va crear el llenguatge de programació C i va ser un dels desenvolupadors del sistema operatiu Unix. Amb Brian Kernighan, va coescriure el llibre The C Programming Language, que sovint es coneix com a K&R després de les seves inicials. Ritchie va treballar juntament amb Ken Thompson, a qui se li atribueix l'escriptura de la versió original d'Unix; una de les contribucions de Ritchie a Unix va ser la seva portabilitat a diferents màquines i plataformes. Van ser tan influents en Research Unix que Doug McIlroy va escriure més tard: "Es pot suposar que els noms de Ritchie i Thompson estan relacionats amb gairebé tot allò que no s'atribueix d'una altra manera".
Avui en dia, el llenguatge C s'utilitza àmpliament en el desenvolupament d'aplicacions, sistemes operatius i sistemes incrustats, i la seva influència es veu en la majoria dels llenguatges de programació moderns. C és un llenguatge de baix nivell amb construccions que es tradueixen de prop al conjunt d'instruccions del maquinari. Tanmateix, no està lligat a cap maquinari en particular, cosa que fa que sigui fàcil escriure programes en qualsevol màquina que admeti C. A més, C és un llenguatge d'alt nivell amb construccions que s'assignen a les estructures de dades de l'aplicació.
C va influir en uns quants altres llenguatges i derivats, com ara C++, Objective-C utilitzat per Apple, C# utilitzat per Microsoft i Java àmpliament utilitzat en l'entorn corporatiu i també per Android. Ritchie i Thompson van utilitzar C per escriure UNIX. Unix ha influït en l'establiment de conceptes i principis informàtics que han estat àmpliament adoptats.
En una entrevista de 1999, Ritchie va aclarir que veia els sistemes operatius Linux i BSD com una continuació de la base del sistema operatiu Unix, i com a derivats d'Unix:
| « | Crec que el fenomen Linux és bastant deliciós, perquè es basa molt en la base que va proporcionar Unix. Linux sembla estar entre els derivats directes d'Unix més saludables, tot i que també hi ha els diferents sistemes BSD, així com les ofertes més oficials dels fabricants de estació de treball i mainframe. | » |

En la mateixa entrevista, va afirmar que considerava Unix i Linux com "la continuació d'idees que vam començar per Ken i jo i molts altres, fa molts anys".

## Premis
El 1983, Ritchie i Thompson van rebre el premi Turing "pel seu desenvolupament de la teoria genèrica de sistemes operatius i específicament per la implementació del sistema operatiu UNIX". La conferència del Premi Turing de Ritchie es va titular "Reflexions sobre la recerca de programari". El 1990, tant Ritchie com Thompson van rebre la medalla IEEE Richard W. Hamming de l'Institut d'Enginyers Elèctrics i Electrònics (IEEE), "per l'origen del sistema operatiu UNIX i el llenguatge de programació C".
El 1997, tant Ritchie com Thompson van ser nomenats Fellows del Computer History Museum, "per a la co-creació del sistema operatiu UNIX i per al desenvolupament del llenguatge de programació C".
El 21 d'abril de 1999, Thompson i Ritchie van rebre conjuntament la Medalla Nacional de Tecnologia de 1998 del president Bill Clinton per haver co-inventat el sistema operatiu UNIX i el llenguatge de programació C que, segons la cita de la medalla, "va comportar avenços enormes". en maquinari informàtic, programari i sistemes de xarxes i va estimular el creixement de tota una indústria, millorant així el lideratge estatunidenc a l'era de la informació".
El 2005, l’Institut de Recerca Industrial va atorgar a Ritchie el seu Achievement Award en reconeixement de la seva contribució a la ciència i la tecnologia, i a la societat en general, amb el desenvolupament del sistema operatiu Unix.
L'any 2011, Ritchie, juntament amb Thompson, va rebre el Premi Japó d'Informació i Comunicacions pel seu treball en el desenvolupament del sistema operatiu Unix.

## Mort

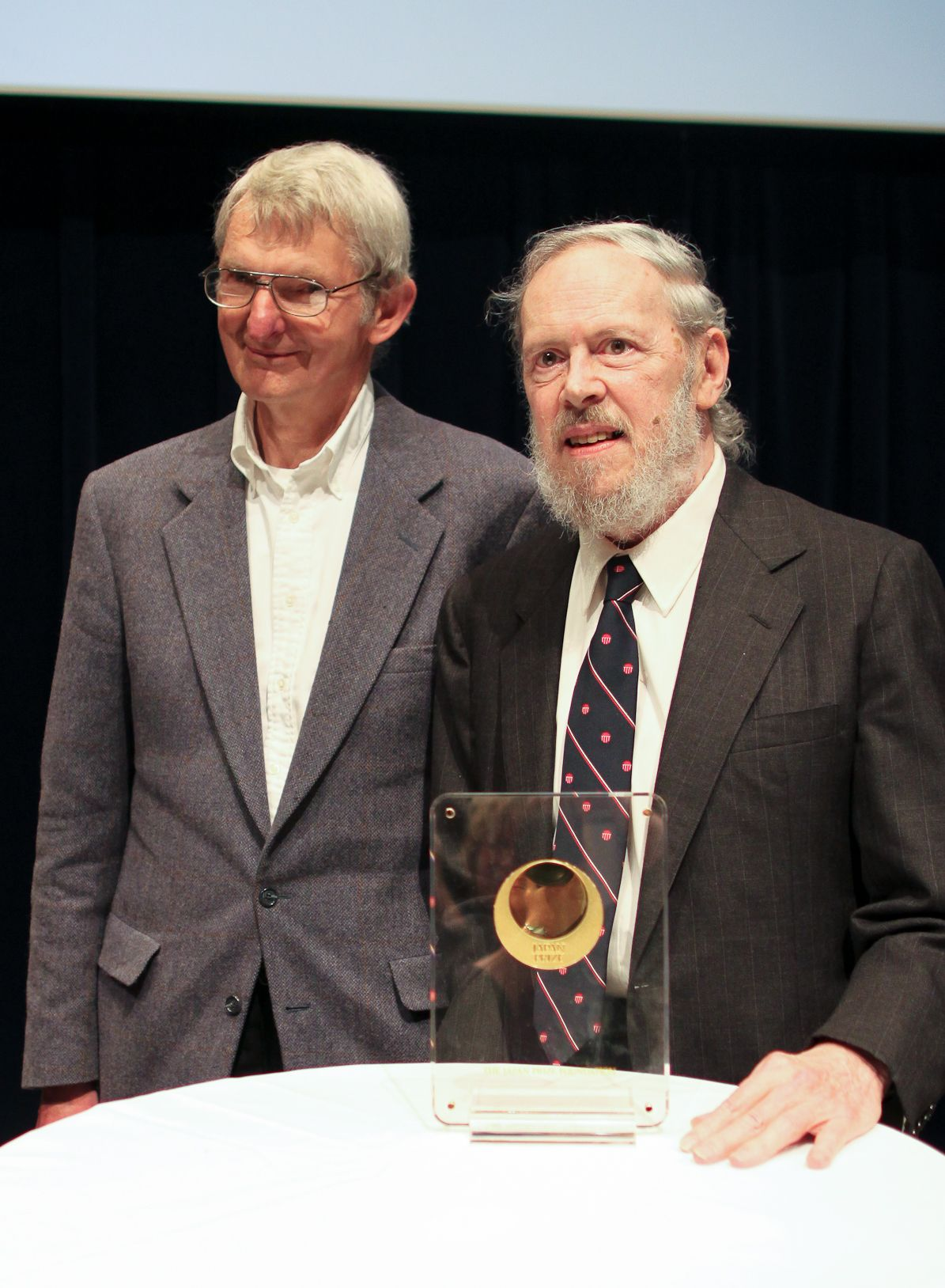
Dennis Ritchie (dreta) amb Doug McIlroy (esquerra) el maig de 2011

Ritchie va ser trobat mort el 12 d'octubre de 2011, als 70 anys a la seva casa de Berkeley Heights, Nova Jersey, on vivia sol. La primera notícia de la seva mort va arribar del seu antic company, Rob Pike. Feia uns quants anys que tenia una salut fràgil després d'un tractament per al càncer de pròstata i una malaltia cardíaca. La notícia de la mort de Ritchie es va veure en gran part eclipsada per la cobertura mediàtica de la mort del cofundador d'Apple Steve Jobs, que es va produir la setmana anterior.

## Llegat
Dennis Ritchie fou conegut amb freqüència com "dmr" (la seva direcció d'email a Bell Labs), en uns quants grups de notícies d'Usenet (com a comp.lang.c). Ritchie és la "R" de K&R o K/R, com es coneix popularment el famós llibre sobre C.
Després de la mort de Ritchie, l'historiador de la informàtica Paul E. Ceruzzi va declarar:

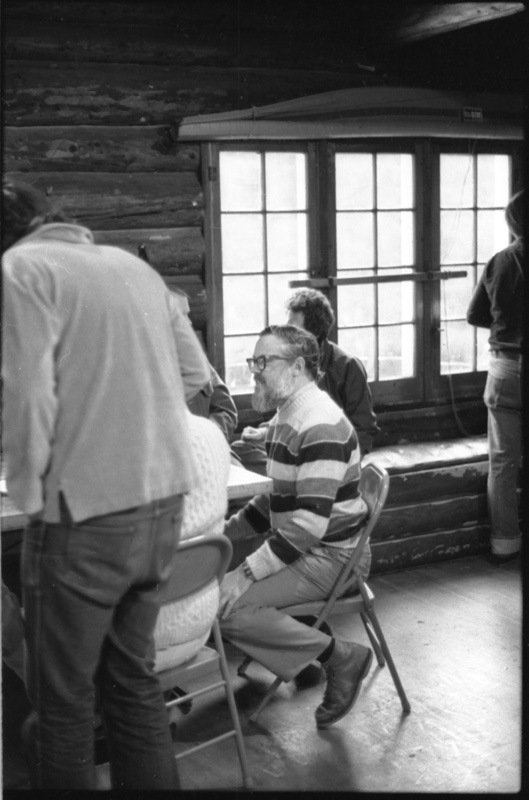
Ritchie va conversar en un xalet a les muntanyes que envolten Ciutat de Salt Lake a la conferènciade Usenix de 1984.
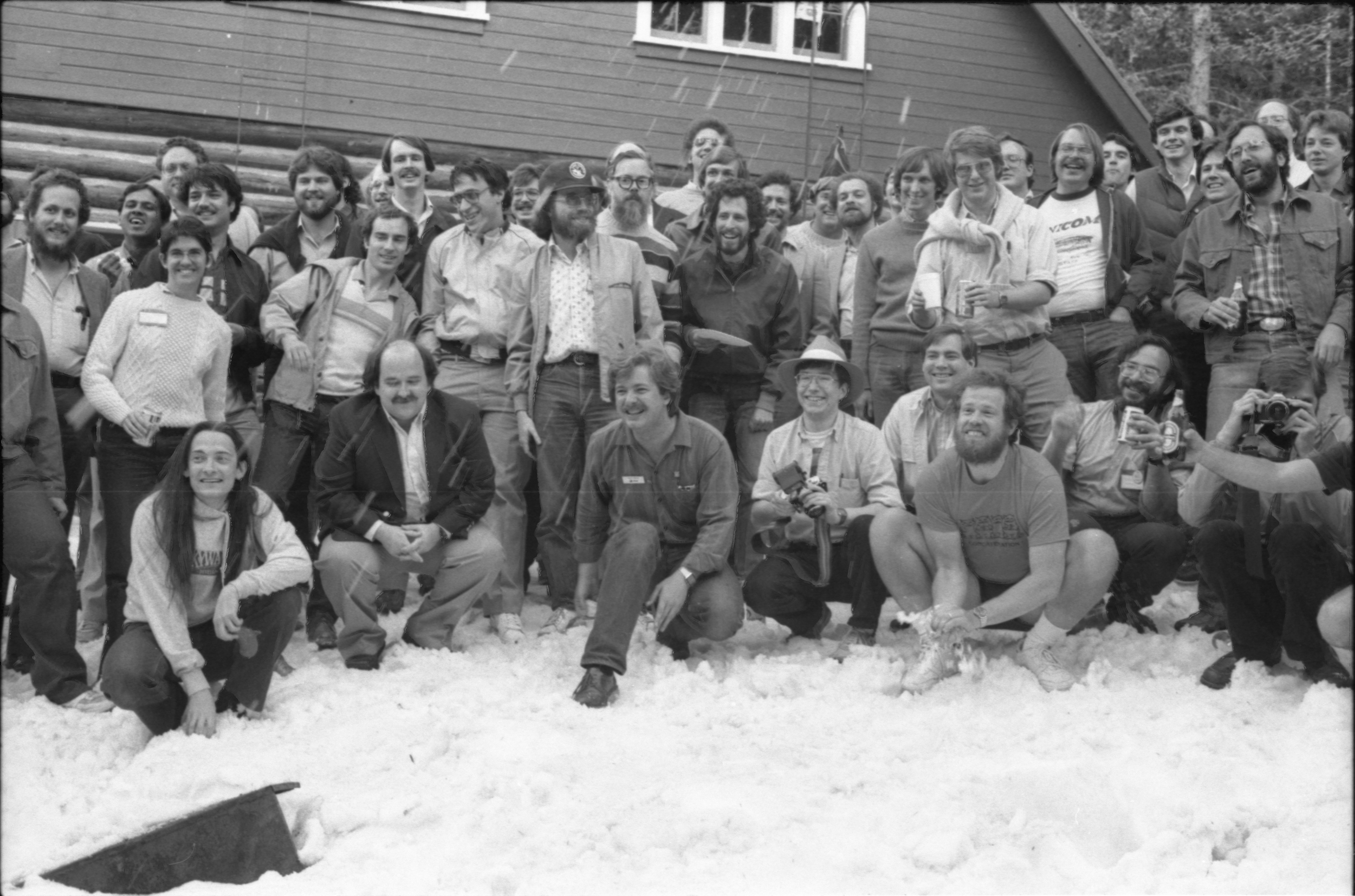
A la mateixa conferència de Usenix de 1984, Dennis Ritchie es troba al mig, amb un jersei de ratlles, darrere de Steven Bellovin amb una gorra de beisbol.

En una entrevista poc després de la mort de Ritchie, el col·lega de molt temps Brian Kernighan va dir que Ritchie mai s'esperava que C fos tan significatiu. Kernighan va dir a The New York Times: «Les eines que Dennis va construir, i els seus descendents directes, ho gestionen pràcticament tot avui». Kernighan va recordar als lectors l'important paper que C i Unix havien jugat en el desenvolupament de projectes d'alt perfil posteriors, com l'iPhone. Van seguir altres testimonis de la seva influència.
Reflexionant sobre la seva mort, un comentarista va comparar la importància relativa de Steve Jobs i Ritchie, i va concloure que "el treball [de Ritchie] va tenir un paper clau a l'hora de generar la revolució tecnològica dels últims quaranta anys, inclosa la tecnologia sobre la qual Apple va construir la seva fortuna.." Un altre comentarista va dir: "Ritchie, d'altra banda, va inventar i coinventar dues tecnologies de programari clau que conformen l'ADN de cada producte de programari informàtic que utilitzem directament o fins i tot indirectament a l'edat moderna. Sembla com si una afirmació salvatge, però realment és veritat". Un altre va dir, «molts en informàtica i camps relacionats sabien de la importància de Ritchie per al creixement i desenvolupament de, bé, tot el que té a veure amb la informàtica...»
La distribució Fedora 16 Linux, que es va publicar aproximadament un mes després de la seva mort, estava dedicada a la seva memòria. FreeBSD 9.0, llançat el 12 de gener de 2012, també es va dedicar a la seva memòria.
L'asteroide 294727 Dennisritchie, descobert pels astrònoms Tom Glinos i David H. Levy el 2008, va ser nomenat en la seva memòria. La naming citation va ser publicada pel Minor Planet Center el 7 de febrer de 2012 (M.P.C. 78272).

## Obres destacades
- Llenguatge de programació B
- Llenguatge de programació C en el qual es basen molts llenguatges i tecnologies que s'utilitzen actualment.
- Unix, un sistema operatiu multiusuari. S'han desenvolupat uns quants sistemes semblants a Unix (comunament coneguts com a sistemes semblants a Unix) basats en el disseny d'Unix. Alguns segueixen els estàndards POSIX, de nou basats en Unix.
- Manual del programador Unix (1971)
- El llenguatge de programació C (de vegades conegut com a K&R; 1978 amb Brian Kernighan)[38]

## Textos
- The C Programming Language (1978 amb Brian Kernighan)
- Unix Programmer's Manual (1971)